# Gran Premi d'Europa del 1999
El Gran Premi d'Europa de la temporada 1999 va ser disputat al circuit de  Nürburgring el 26 de setembre del 1999.

## Resultats de la cursa
| Pos | No | Pilot                 | Equip                  | Voltes | Temps/ Retirada  | Pos. de sortida | Punts |
| --- | -- | --------------------- | ---------------------- | ------ | ---------------- | --------------- | ----- |
| 1   | 17 | Johnny Herbert        | Stewart - Ford         | 66     | 1h 41' 54. 3     | 14              | 10    |
| 2   | 19 | Jarno Trulli          | Prost - Peugeot        | 66     | + 22.619 s       | 10              | 6     |
| 3   | 16 | Rubens Barrichello    | Stewart - Ford         | 66     | + 22.866 s       | 15              | 4     |
| 4   | 6  | Ralf Schumacher       | Williams - Supertec    | 66     | + 39.508 s       | 4               | 3     |
| 5   | 1  | Mika Häkkinen         | McLaren - Mercedes     | 66     | + 1' 02.950 min. | 3               | 2     |
| 6   | 21 | Marc Gené             | Minardi - Ford         | 66     | + 1' 05.154 min. | 20              | 1     |
| 7   | 4  | Eddie Irvine          | Ferrari                | 66     | + 1' 06.683 min. | 9               |       |
| 8   | 23 | Ricardo Zonta         | BAR - Supertec         | 65     | + 1 Volta        | 17              |       |
| 9   | 18 | Olivier Panis         | Prost - Peugeot        | 65     | + 1 Volta        | 5               |       |
| 10  | 22 | Jacques Villeneuve    | BAR - Supertec         | 61     | Embragatge       | 8               |       |
| Ret | 20 | Luca Badoer           | Minardi - Ford         | 53     | Caixa canvi      | 19              |       |
| Ret | 14 | Pedro de la Rosa      | Arrows                 | 52     | Caixa canvi      | 22              |       |
| Ret | 9  | Giancarlo Fisichella  | Benetton - Playlife    | 48     | Accident         | 6               |       |
| Ret | 3  | Mika Salo             | Ferrari                | 44     | Frens            | 12              |       |
| Ret | 15 | Toranosuke Takagi     | Arrows                 | 42     | Accident         | 21              |       |
| Ret | 2  | David Coulthard       | McLaren - Mercedes     | 37     | Accident         | 2               |       |
| Ret | 11 | Jean Alesi            | Sauber - Petronas      | 35     | Part mecànica    | 16              |       |
| Ret | 8  | Heinz-Harald Frentzen | Jordan - Mugen - Honda | 32     | Part elèctrica   | 1               |       |
| Ret | 5  | Alessandro Zanardi    | Williams - Supertec    | 10     | Col·lisió        | 18              |       |
| Ret | 11 | Damon Hill            | Jordan - Mugen - Honda | 0      | Part elèctrica   | 7               |       |
| Ret | 10 | Alexander Wurz        | Benetton - Playlife    | 0      | Col·lisió        | 11              |       |

## Altres
- Pole: Heinz-Harald Frentzen 	1' 19. 910

- Volta ràpida: Mika Häkkinen 1' 21. 282 (a la volta 64)